# 大三叶升麻
大三叶升麻（学名：Cimicifuga heracleifolia）为毛茛科升麻属下的一个种。

## 外部連結
- 升麻 Shengma（页面存档备份，存于） 中藥材圖像數據庫 (香港浸會大學中醫藥學院)
- 升麻 Sheng Ma （页面存档备份，存于） 中藥標本數據庫 (香港浸會大學中醫藥學院) （繁體中文）（英文）

## 扩展阅读
維基物種上的相關：大三叶升麻